# Dapélogo
Dapelogo là một tổng thuộc  tỉnh Oubritenga ở phía bắc trung bộ Burkina Faso. Thủ phủ là thị xã Dapélogo. Theo điều tra dân số năm 1996, tổng này có tổng dân số 36.356.

## Các thị xã và làng xã
- Thị xá Dapélogo	(6 585 dân) (thủ phủ)
- Cissé-yarcé	(791 dân)
- Dié	(2 638 dân)
- Gademtenga	(3 661 dân)
- Garpéné	(952 dân)
- Kouila	(634 dân)
- Manessa	(4 595 dân)
- Nabi-yiri	(192 dân)
- Napalgué	(285 dân)
- Nayambsé	(780 dân)
- Niandeghin	(350 dân)
- Nioniogo	(2 037 dân)
- Ouamzong-Yiri	(117 dân)
- Pagatenga	(774 dân)
- Pighin	(1 326 dân)
- Poédogo	(475 dân)
- Soglozi	(1 651 dân)
- Somnawaye	(770 dân)
- Souka	(684 dân)
- Tamporain	(527 dân)
- Tanghin Niangeghin	(544 dân)
- Tanguiga	(1 561 dân)
- Tigem Koamba	(703 dân)
- Voaga	(3 386 dân)
- Youm-yiri	(338 dân)